# Беверлі-Гіллз (середня школа)
Середня школа в Беверлі-Гіллз (англ. Beverly Hills High School, скор. «Беверлі» або «СШБГ») — єдина велика державна середня школа в Беверлі-Гіллз, штат Каліфорнія (іншими державними середніми школами Беверлі-Гіллз є: середня школа Морено, яка являє собою невелику альтернативну школу, розташовану на території кампусу Беверлі).

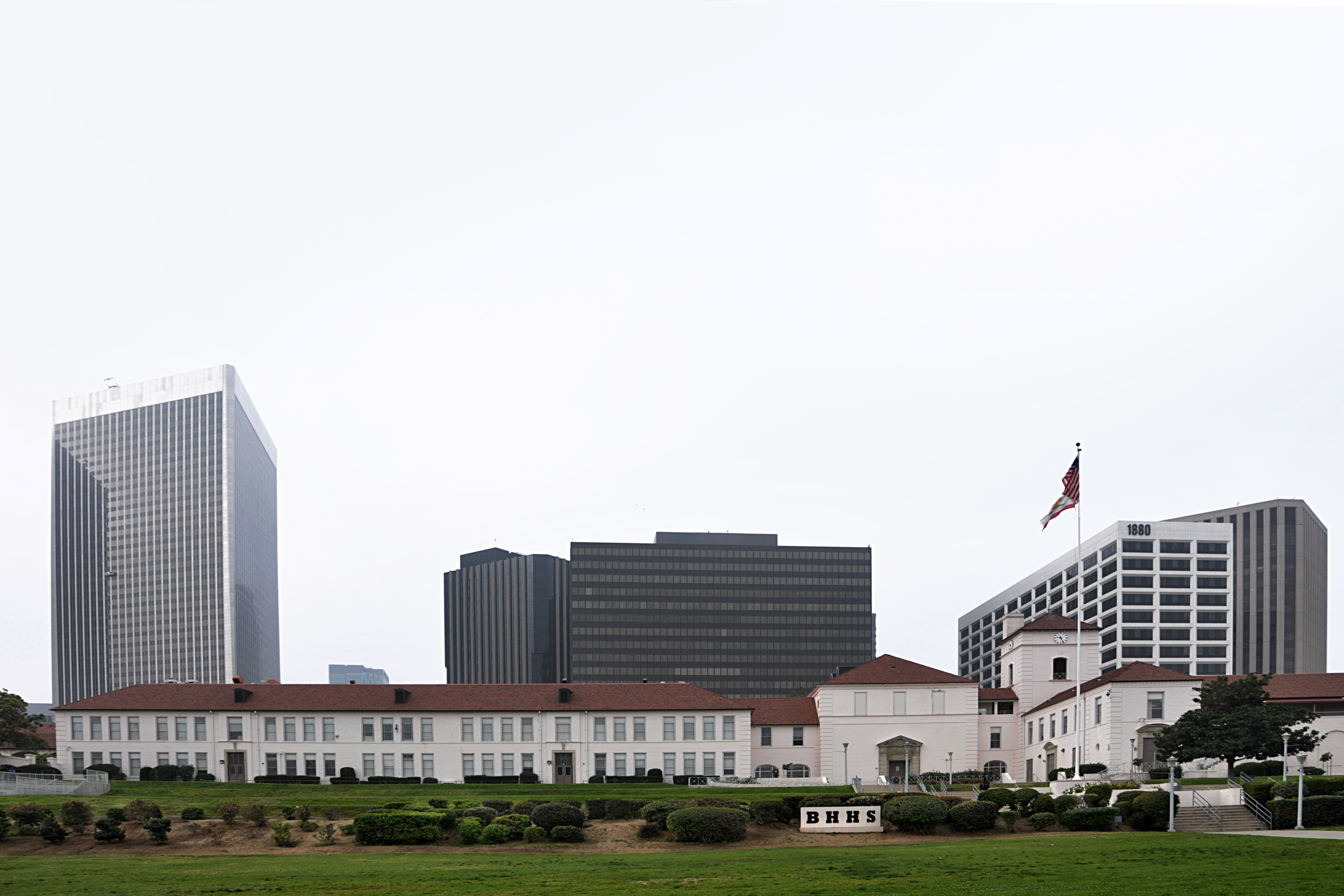
Середня школа Беверлі-Гіллз

Школа є частиною об'єднаного шкільного округу Беверлі-Гіллз і розташована на західній стороні Беверлі-Гіллз, на межі Сенчері-Сіті, адміністративного округу в Лос-Анджелесі. Земля була раніше частиною кільцевої траси Беверлі Гіллз, де проводились автоперегони, і, яка у 1924 році була зруйнована. Школа Беверлі, у якій навчаються всі жителі Беверлі-Гіллз, була заснована в 1927 році. Оригінальні будівлі були спроектовані Робертом Девідом Фаркваром у французькому стилі Нормандії. Школа також отримує фінансування від своїх нафтових вишок.

## Нагороди та визнання
У навчальних роках 1999–00 і 2004–05 середню школу Беверлі Гіллз нагороджено премією департаменту освіти Блу-Ріббон за високі досягнення у США, найвищою нагородою, яку може отримати американська школа. У рейтингу журналу «Ньюсвік» середня школа Беверлі Гіллз зазначається як одна з 267-ми найкращих державних середніх шкіл країни.

## Демографія студентів
У 2008 році, в середній школі Беверлі-Гіллз налічувалось 2412 студентів: 70 %. європейців, 17 % азіатів, 5 % афро-американців, 4 % вихідців з Латинської Америки.
Близько 35 % від поточного числа студентів Беверлі народилося за межами США, і рідною мовою 41 % учнів є не англійська.

## Студентське життя
У науково-популярній книзі «Важкі уроки» (1988 р.) Майкла Лігі, описується життя шести людей протягом усього навчального року у Беверлі. У 1984 році, Беверлі був 100 % коефіцієнт випуску, проте троє зі студентів покінчили життя самогубством. Такі самогубства у школі Беверлі пробудили інтерес Лігі, а в 1985 році він почав писати книгу «Важкі уроки».
Лігі чув багато історій про Беверлі, у якому чинили інтенсивний академічний тиск, де було нестримне зловживання кокаїну. Тим не менше, після розмови з учнями школи Беверлі він зробив висновок, що сексу і наркотиків тут були не більше, не менше, аніж в інших навчальних закладах Лос-Анджелесу. Соціальні відносини і мораль у школі Беверлі, були також майже ідентичні з тими, що панували в інших школах. Лігі акцентував увагу на тому, що академічний тиск у Беверлі був надзвичайно високим, що призводило до обманів і високої стурбованості серед студентів.

## Відомі випускники
СШБГ має багато відомих випускників, серед яких є артисти, діти артистів або інших відомих людей. Крім того, у цій школі викладає багато відомих людей; актор мильних опер Джон Інгл викладав акторську майстерність у школі з 1964 до 1985 року.
Випускники школи Беверлі-Гіллз відомі не лише своєю любов'ю до розваг, серед них є також випускники, що стали відомими вченими в багатьох галузях науки.